# توغمرت
توغمرت هي جماعة قروية في إقليم تارودانت بجهة سوس ماسة جنوب المغرب. وهي تضم .. نسمة حسب الإحصاء العام للسكان والسكنى لسنة 2014.

## دواوير الجماعة
يوجد بجماعة توغمرت 59 دوارا ينقسمون على الشكل التالي:
| دواوير تنڭليلت                                           | دواوير الخمس | دواوير تفركي | دواوير تلمزديغ                                                                                  |                                                                                          |
| -------------------------------------------------------- | --- | --- | ----------------------------------------------------------------------------------------------- | ---------------------------------------------------------------------------------------- |
| - دوار دوڭادير - دوار إغزر - دوار أيت عامر - دوار توريرت | - دوار إمي نومغاز - دوار أيت عباس ندرار - دوار مدس - دوار طاموست                                                                                                | - دوار تفركي - دوار إمرغاض - دوارإخرازن - دوار أيت وشن - دوار أمدوز                                                                              | - دوار إمي نتزڭي - دوار تڭرڭرة - دوار تيكيضا - دوار أيت ڭاحمان - دوار أسليمان - دوار أيت بلقاسم | - دوار مڭنون - دوار أيت عباس نواسيف - دوار تزكي - دوار إحسان - دوار أو نضيض - دوار تشتول |
| دواوير اوديكلت                                           | دواوير تدروين | دواوير تمڭنسة | دواويرأمزلو                                                                                     |                                                                                          |
| - دوار تڭرڭرة - دوار أزربالو - دوار إغيل - دوار ڭضاض     | - دوار تدروين - دوار اوسليت - دوار تكاديرت - دور تسڭوتن أيت علي - دوار أيت الرشيد - دوار أيت حساين - دوار ثلات نسوس - تسقيموت - دوار إغيل نوارڭان - دوار إمدراس | - دوار تمڭنسة - دوارأيت ميمون - دوار أيت وحمان - دوار توريرين - دوار أوياسين - دوار أيت عبد الكريم - دوار أيت التاجر - دوار تاسڭدلت - دوار فوڭني | - دوار إمي نتلات - دوار أيت وسفرار - دوار أڭنسان - دوار توريرت - دوار أڭلز - تومليلين           | - دوار إمسكر - دوار تغرغرت - دوار تغمرت - دوار تفڭيت - دوار أيت الغازي                   |

## التعليم
قائمة المؤسسات التعليمية في جماعة توغمرت:
- مجموعة مدارس الامام البخاري (المركزية: ماكنون / الوحدات: تشتولت - تدروين)
- مجموعة مدارس وادي الذهب (المركزية: امي نتزكي / الوحدات: تمكونسا - ايت ابورك)
- مجموعة مدارس أيت عثمان (المركزية: امي نومغاز / الوحدات: طاموست - تنكليلت - تفركي - ايت عمر)
- مجموعة مدارس ابن العربي (المركزية: توغمرت / الوحدات: تزكي - اوديكلت - تلات نسوس - تسقيموت)
- مجموعة مدارس ابن الرومي (المركزية: امسكر / الوحدات: امزلو - تكراكرا - اكلز)